# Predor Sozina
Sozina (črnogorsko Tunel Sozina) je najdaljši cestni predor v Črni gori, dolg 4189 m. Svečano odprtje predora je bilo 13. julija 2005, na praznik državnosti Črne gore.
Sozina je cestni predor pod istoimensko planino in se nahaja severno od letovišča Sutomore. Projektiran je tako, da obide Paštrovsko goro, ki ločuje Črnogorsko primorje od Zetske ravnine in Skadrskega jezera. Predor je na v evropski poti E65 in E80.
Sozina je z dolžino 4189 m najdaljši cestni predor v Črni gori. Sicer sta daljša železniška predora Sozina (6200 m) na progi Podgorica–Bar in Trebješica (5700 m) na progi Podgorica–Kolašin.
Predor sta gradili slovensko podjetje SCT Ljubljana s severne strani in z južne strani črnogorsko podjetje Rudnici boksita Nikšić. Cena izgradnje predora je znašala 70 mio. €.
Z izgradnjo predora je bilo potovanje med Podgorico in Barom skrajšano za 25 km, tako da potovanje med tema dvema mestoma znaša približno pol ure. Predor je eden od dveh odsekov cestnega omrežja v Črni gori, za katera morajo vozila plačevati cestnino.

## Tehnični podatki
Južna pristopna cesta (v smeri Bara) je dolga približno 2,0 km, severna (v smeri Podgorice) 5,8 km. 
Zgrajena je samo ena predorska cev, tako da se promet odvija dvosmerno. Vsak vozni pas je širok 3,50 m, z bankin 0,35 m. Skupna širina svetlega profila je 7,70 m. Višina voznega svetlega profila je 4,70 m. 
Na pristopni cesti s severne strani je bil zgrajen tudi predor Raš, dolg 610 m.
Geološka zgradba izkopa je bila zelo zahtevna. Značilni so bili sedimenti in tektonske poškodbe, ki izhajajo iz zgornjega triasa, jure, krede in paleozoika. V struktur kamnina pripada geotektonski enoti Visoki Krš (flišni i karbonatni sedimenti) in cona Budva (eocenski apnenci, vulkanski andeziti in tufiti). Izkop se je izvajal po novi avstrijski metodi. Zaradi visokih geostatičkih pritiskov je ponekod prišlo do velikih plastičnih deformacij, tako da je bilo potrebno izkop na več mestih reprofilirati. Predor Sozina je znan po velikem obračališču - podzemno galerijo dolgo 40 m, 9 m visoko in 25 m široko.